# Ponkan
Ponkan (chinesisch 椪柑, Pinyin pènggān, jap. ポンカン, 凸柑 beides ponkan, Citrus reticulata convar. „Ponkan“ oder Citrus poonensis, „Chinesische Honigorange“) ist eine sehr süße Zitruszüchtung, die Früchte von der Größe einer Orange hervorbringt. Sie ist eine Kultursorte der Mandarine, in die Erbgut der Pampelmuse eingekreuzt wurde (Introgression).
Bis ins 21. Jahrhundert wurde angenommen, sie sei ausschließlich aus der Mandarine gezüchtet worden.
Der Ursprung des Namens Ponkan (Citrus poonensis) ist nicht sicher geklärt, möglicherweise leitet er sich von dem indischen Ort Pune ab.
Ähnlich bis identisch zur Ponkan ist die Mandarinensorte „Emperor of Canton“. Sie ähnelt auch der Sorte „Nagpur“, die in Indien als Ponkan gehandelt wird.

## Sortenbeschreibung

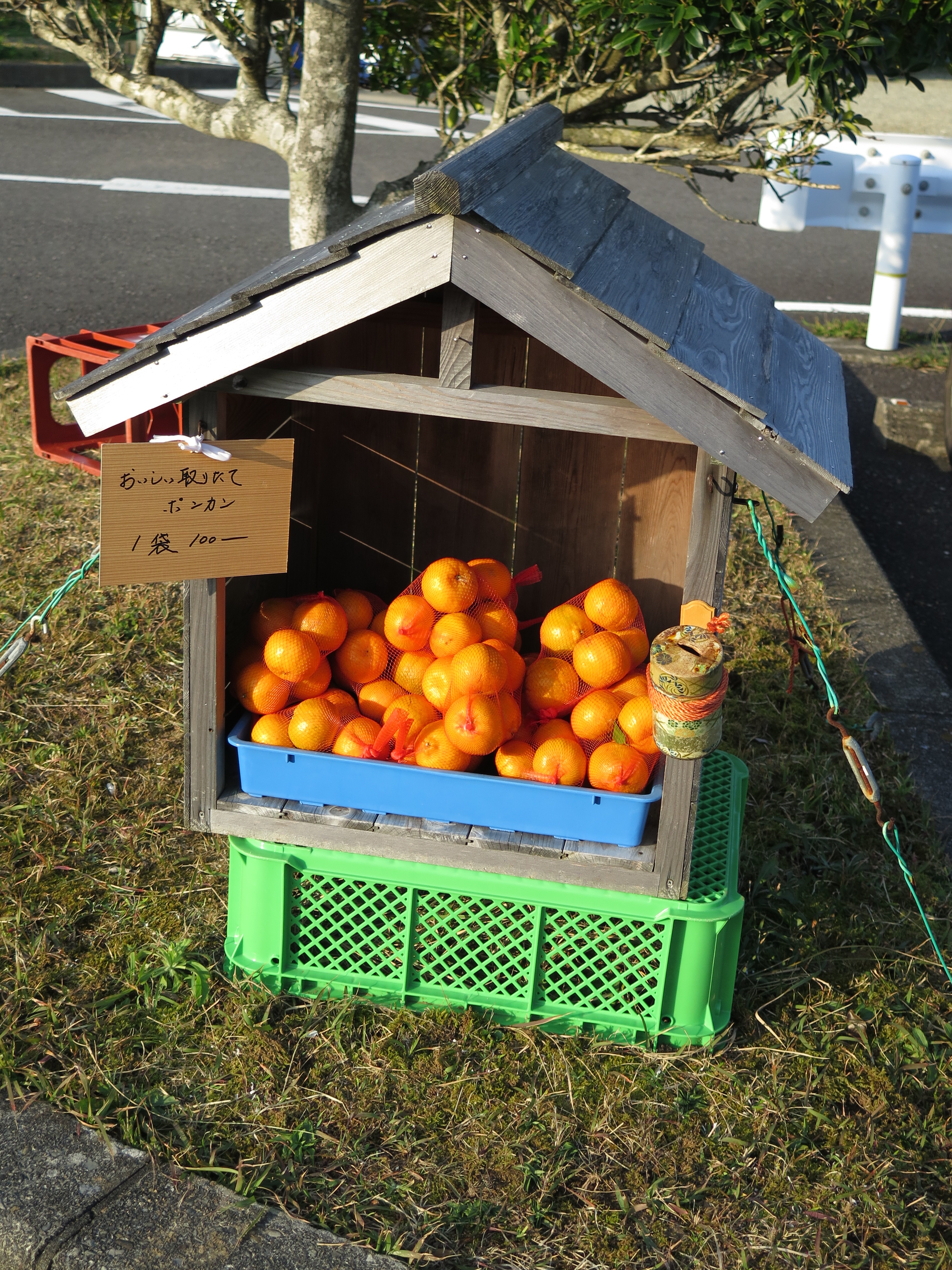
Ponkans zum Verkauf in Japan

Die Frucht ist rund, hat einen Durchmesser von etwa 7 bis 8 cm und erreicht je nach Anbaugebiet ein Gewicht von 140 bis 170 g. Der Zuckergehalt reicht von 10 bis 15 Grad Brix. Die Ponkan hat eine lose aufliegende Schale, wodurch sie leicht zu schälen ist. Diese Eigenschaft vererbte sie der aus ihr gezüchteten Dekopon. Wie die meisten Mandarinen hat sie nur eine geringe Kälteresistenz.
Bäume können durch Samen vermehrt werden, da die Sorte kernecht ist. Außerdem erfolgt die Vermehrung oft durch die Veredelung von Edelreisern auf eine spezielle Unterlage, bevorzugt auf den Wurzelstock der Dreiblättrigen Orange.
Dem taiwanesischen Landwirtschaftsrat nach kam die Ponkan in Taiwan seit dem frühen 19. Jahrhundert vor. Sie ist reich an Vitamin A und Vitamin C sowie an Kalzium, Magnesium, Phosphat und Zink.
Aus der Schale der Ponkan werden Stoffe wie β-Cryptoxanthin extrahiert; ferner eignet sich die Schale zur Herstellung von Orangeat. Die traditionelle chinesische Medizin sagt ihrer Schale diverse heilende Wirkungen nach.
In Taiwan angebaute Ponkan reifen zwischen September und Dezember, solche aus der Region Riverside in Kalifornien zwischen November und Januar.

## Anbau
Im Jahr 2016 erntete Taiwan 107.086 t Ponkan auf einer Anbaufläche von 5572 ha. Die Hauptproduktionsgebiete lagen an der Westküste (Landkreise Chiayi 31.988 t, Yunlin 13.738 t, Miaoli 11.547 t, sowie die Städte Taichung 25.560 t, Tainan 18.395 t). Damit entfiel ein gutes Viertel der Zitrusproduktion in Taiwan auf Ponkans. Diese war mengenmäßig die am zweithäufigsten geerntete Zitrusfrucht (nach der Liucheng-Orange) in Taiwan. Ponkans aus Taiwan werden vorwiegend nach Japan, Hongkong und Kanada exportiert.
2010 erntete Japan 27.699 Tonnen Ponkan auf einer Anbaufläche von 2133 ha. Hauptanbaugebiete waren die Präfekturen Ehime (9568 t), Kagoshima (4664 t), Kōchi (2712 t). Der Großteil der konsumierten Ponkans wurde aus Taiwan importiert.
In den Vereinigten Staaten wurde sie erstmals im Jahr 1880 von Carlo Roman angebaut. Sein damaliger Hain nahe Hawthorne im Putnam County (Florida) ist bis heute produktiv.
Die Stadt Teresópolis in Brasilien veranstaltet jährlich ein Ponkan-Festival.